# Madcon
A Madcon norvég hiphop- és popegyüttes, amit Tshawe Baqwa és Yosef Wolde-Mariam alapított 1992-ben. Eddig hét albumuk jelent meg.

## Diszkográfia

### Stúdióalbumok
A Madcon eddig hét stúdióalbumot jelentetett meg:
- It's All a Madcon (2004)
- So Dark the Con of Man (2007)
- An InCONvenient Truth (2008)
- Contraband (2010)
- Contakt (2012)
- Icon (2013)
- Contakt Vol. 2 (2018)[1]

### Kislemezek
| Év   | Cím                   | Slágerlista helyezés | Slágerlista helyezés | Slágerlista helyezés | Slágerlista helyezés | Slágerlista helyezés | Slágerlista helyezés | Album                  |
| Év   | Cím                   | HU                   | NO                   | DE                   | US                   | UK                   | AT                   | Album                  |
| ---- | --------------------- | -------------------- | -------------------- | -------------------- | -------------------- | -------------------- | -------------------- | ---------------------- |
| 2004 | Doo-Wop               | –                    | 11                   | –                    | –                    | –                    | –                    | It's All a Madcon      |
| 2004 | Infidelity            | –                    | 18                   | –                    | –                    | –                    | –                    | It's All a Madcon      |
| 2008 | Beggin'               | 2                    | 1                    | 7                    | 79                   | 5                    | 7                    | So Dark the Con of Man |
| 2008 | Back on the Road      | 19                   | 6                    | 66                   | –                    | –                    | –                    | So Dark the Con of Man |
| 2008 | Liar                  | –                    | 2                    | 65                   | –                    | –                    | –                    | An InCONvenient Truth  |
| 2010 | Glow                  | –                    | 1                    | 4                    | –                    | 70                   | 14                   | Contraband             |
| 2010 | Freaky Like Me        | –                    | 1                    | 9                    | –                    | 46                   | 11                   | Contraband             |
| 2010 | Outrun the Sun        | –                    | 11                   | 27                   | –                    | –                    | 20                   | Contraband             |
| 2011 | Helluva Nite          | –                    | 10                   | 29                   | –                    | –                    | –                    | Contraband             |
| 2012 | Kjører på             | –                    | 14                   | –                    | –                    | –                    | –                    | Contakt                |
| 2012 | Fest på Smedstad vest | –                    | 12                   | –                    | –                    | –                    | –                    | Contakt                |
| 2013 | In My Head            | –                    | 2                    | –                    | –                    | –                    | –                    | Icon                   |
| 2013 | One Life              | –                    | 11                   | 6                    | –                    | –                    | 9                    | Icon                   |
| 2013 | The Signal            | –                    | –                    | 54                   | –                    | –                    | –                    | Icon                   |
| 2015 | Don't Worry           | 1                    | 4                    | 3                    | –                    | 54                   | 2                    |                        |

## Fordítás
- Ez a szócikk részben vagy egészben  a   Madcon című angol Wikipédia-szócikk fordításán alapul.  Az eredeti cikk szerkesztőit annak laptörténete sorolja fel. Ez a jelzés csupán a megfogalmazás eredetét és a szerzői jogokat jelzi, nem szolgál a cikkben szereplő információk forrásmegjelöléseként.
- Ez a szócikk részben vagy egészben  a   Madcon discography című angol Wikipédia-szócikk fordításán alapul.  Az eredeti cikk szerkesztőit annak laptörténete sorolja fel. Ez a jelzés csupán a megfogalmazás eredetét és a szerzői jogokat jelzi, nem szolgál a cikkben szereplő információk forrásmegjelöléseként.